# タイ・ボリンジャー

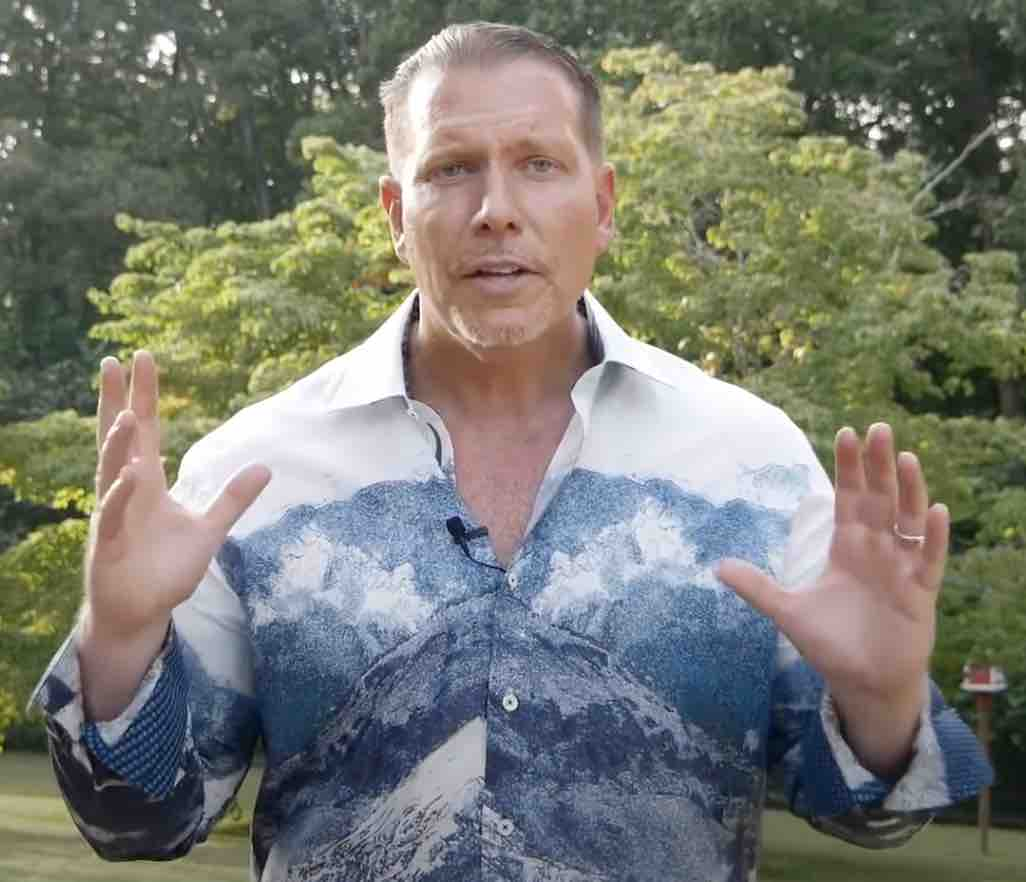
2016年

タイ・M・ボリンジャー（英語: Ty M. Bollinger、1968年 - ）は、アメリカ合衆国の元ボディビルダー、作家、代替医療提唱者。
妻のシャーリーン・ボリンジャーとともに『がんについての真実（The Truth About Cancer）』というウェブサイトと、関連したソーシャルメディアアカウントを運営しているほか、サプリメント、書籍、動画を販売している。